# کازانتسوو (شهرستان زارینسکی، سرزمین آلتای)
کازانتسوو (به لاتین: Kazantsevo) یک منطقهٔ مسکونی در روسیه است که در سرزمین آلتای واقع شده‌است.